# خورشیدگرفتگی ۸ آوریل ۱۹۵۹
خورشیدگرفتگی ۸ آوریل ۱۹۵۹ (به انگلیسی: Solar eclipse of April 8, 1959) یک خورشیدگرفتگی از نوع خورشیدگرفتگی حلقه‌ای است. این خورشیدگرفتگی در تاریخ ۸ آوریل ۱۹۵۹ میلادی (‎۱۸ فروردین ۱۳۳۸ خورشیدی) روی داد که زمان اوج آن، ساعت ۳:۲۴:۰۸ به‌وقت ساعت هماهنگ جهانی بوده‌است. مدت زمان و طول این خورشیدگرفتگی ۷ دقیقه و ۲۶ ثانیه بود.